# Lycosa terrestris
Lycosa terrestris là một loài nhện trong họ Lycosidae.
Loài này thuộc chi Lycosa. Lycosa terrestris được Butt, Anwar & Tahir miêu tả năm 2006.